# Paklje
Paklje (Servisch cyrillisch Пакље) is een plaats in de Servische gemeente Valjevo. De plaats telt 120 inwoners (2002).

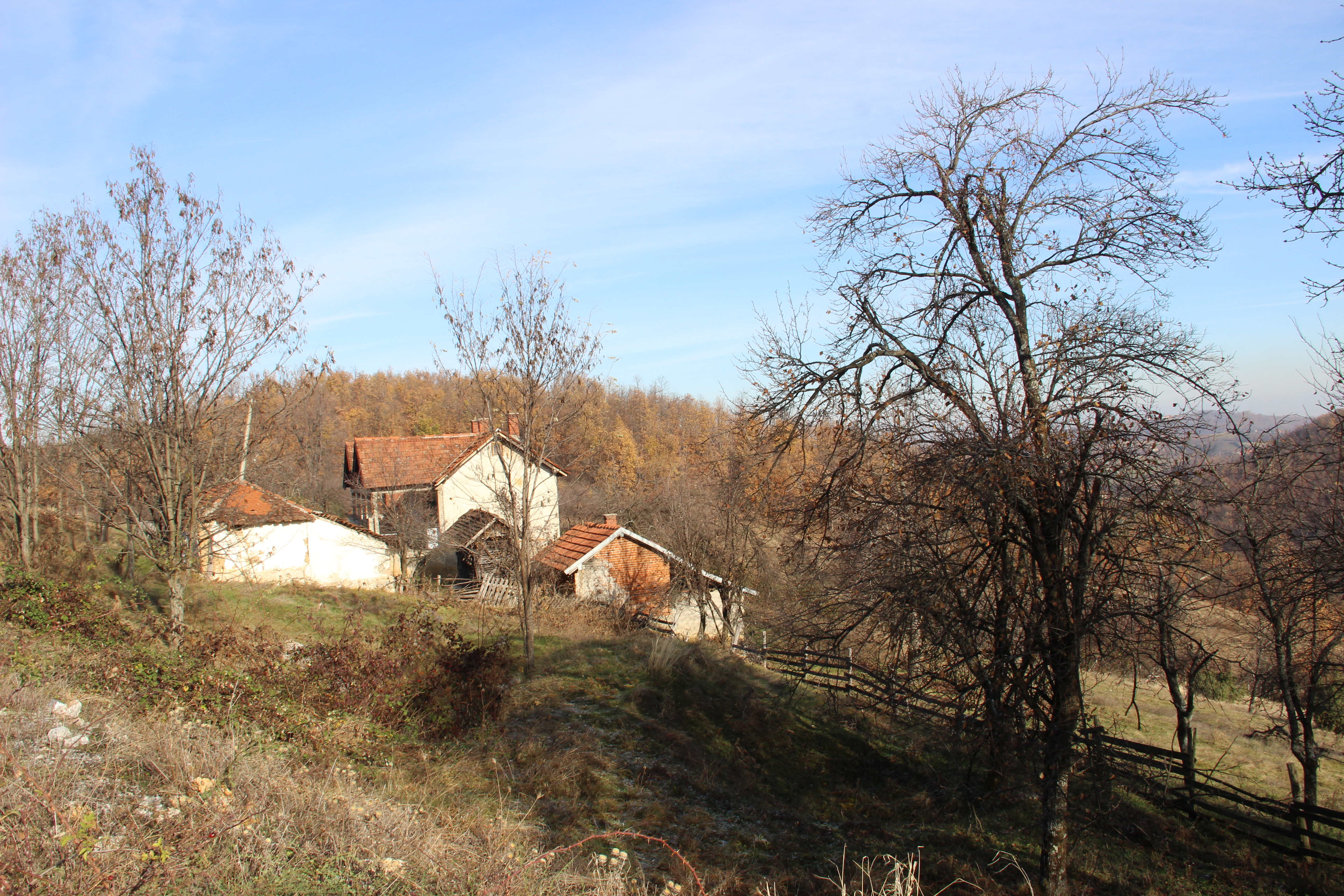
Paklje - panorama
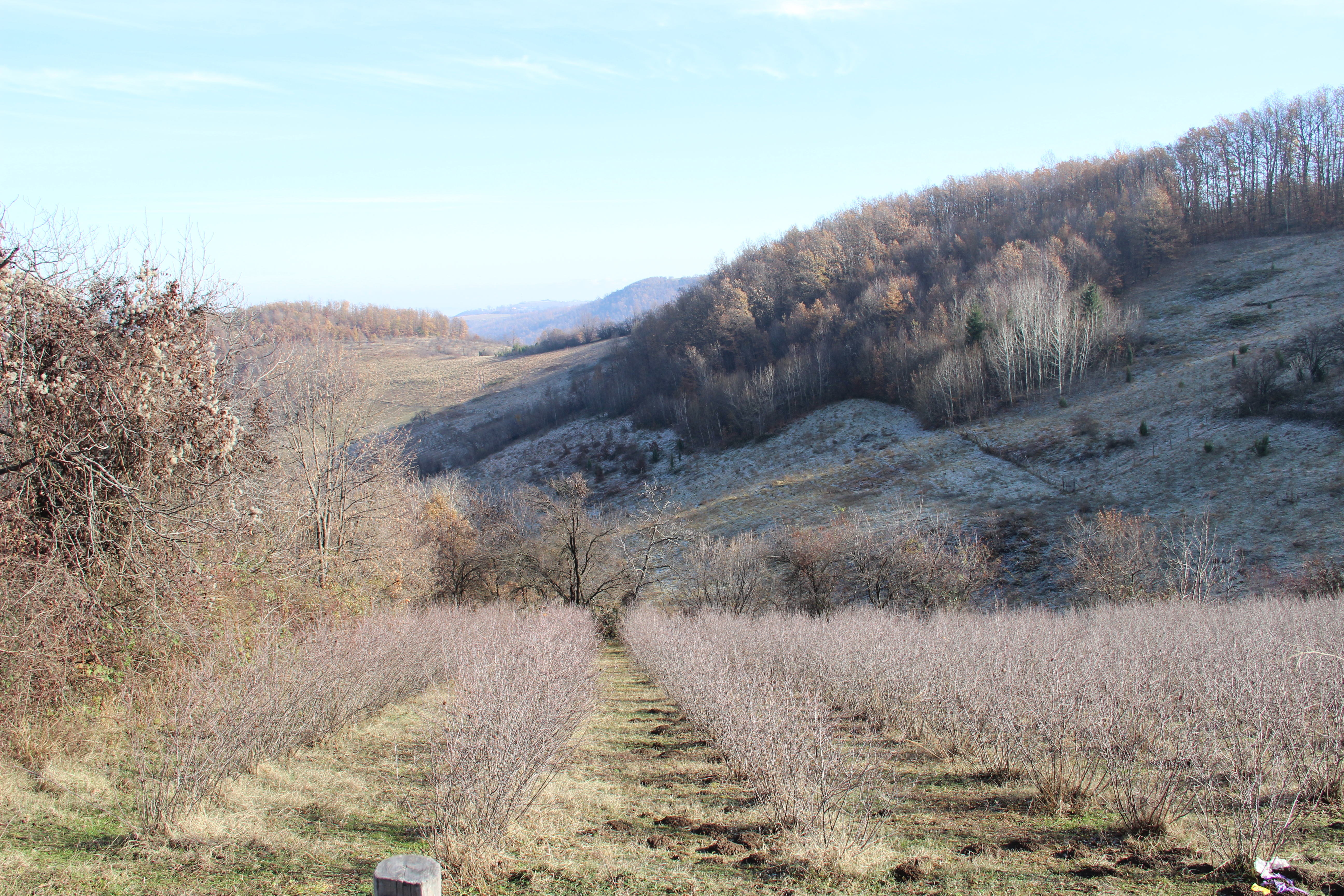
Paklje - panorama
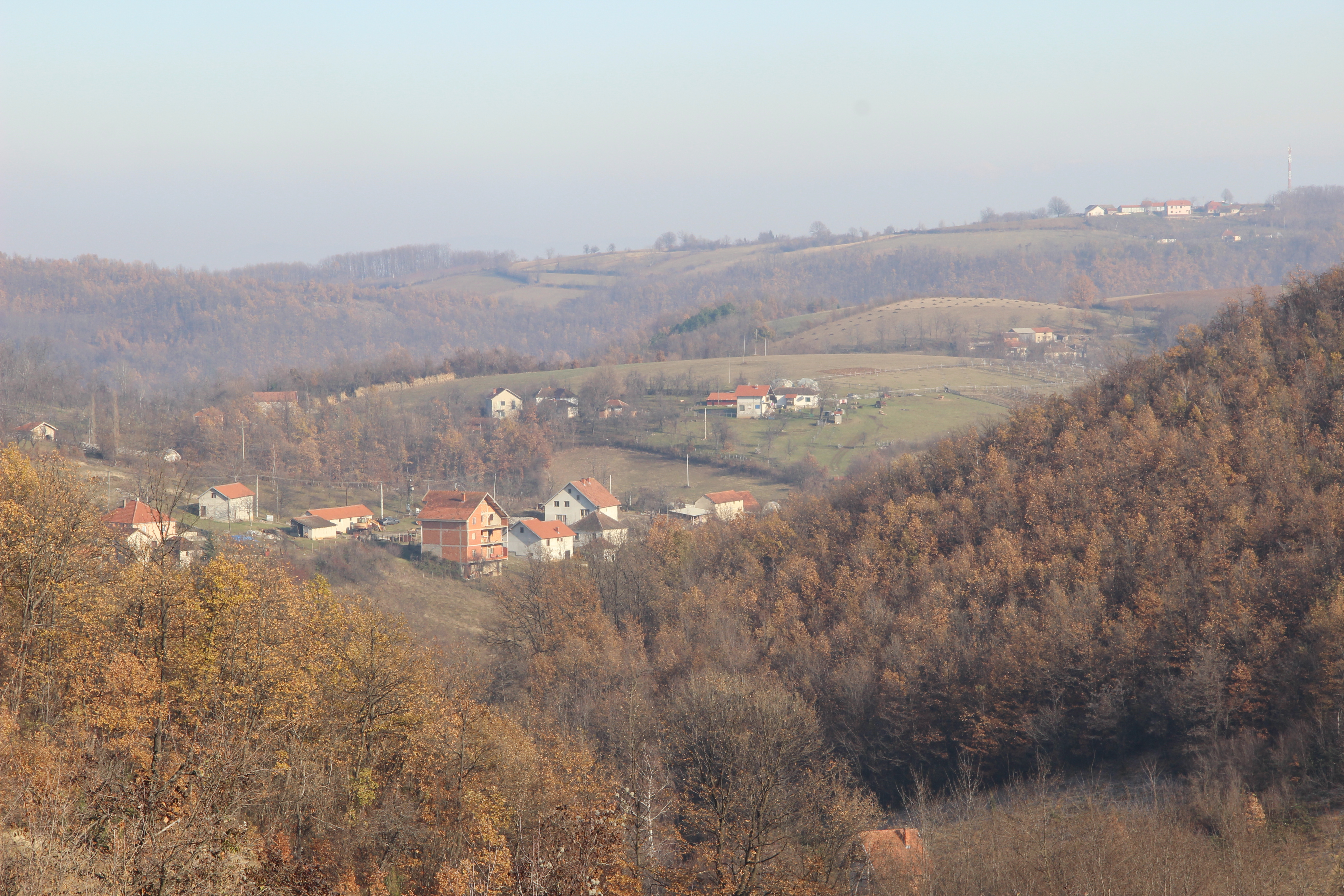
Paklje - panorama
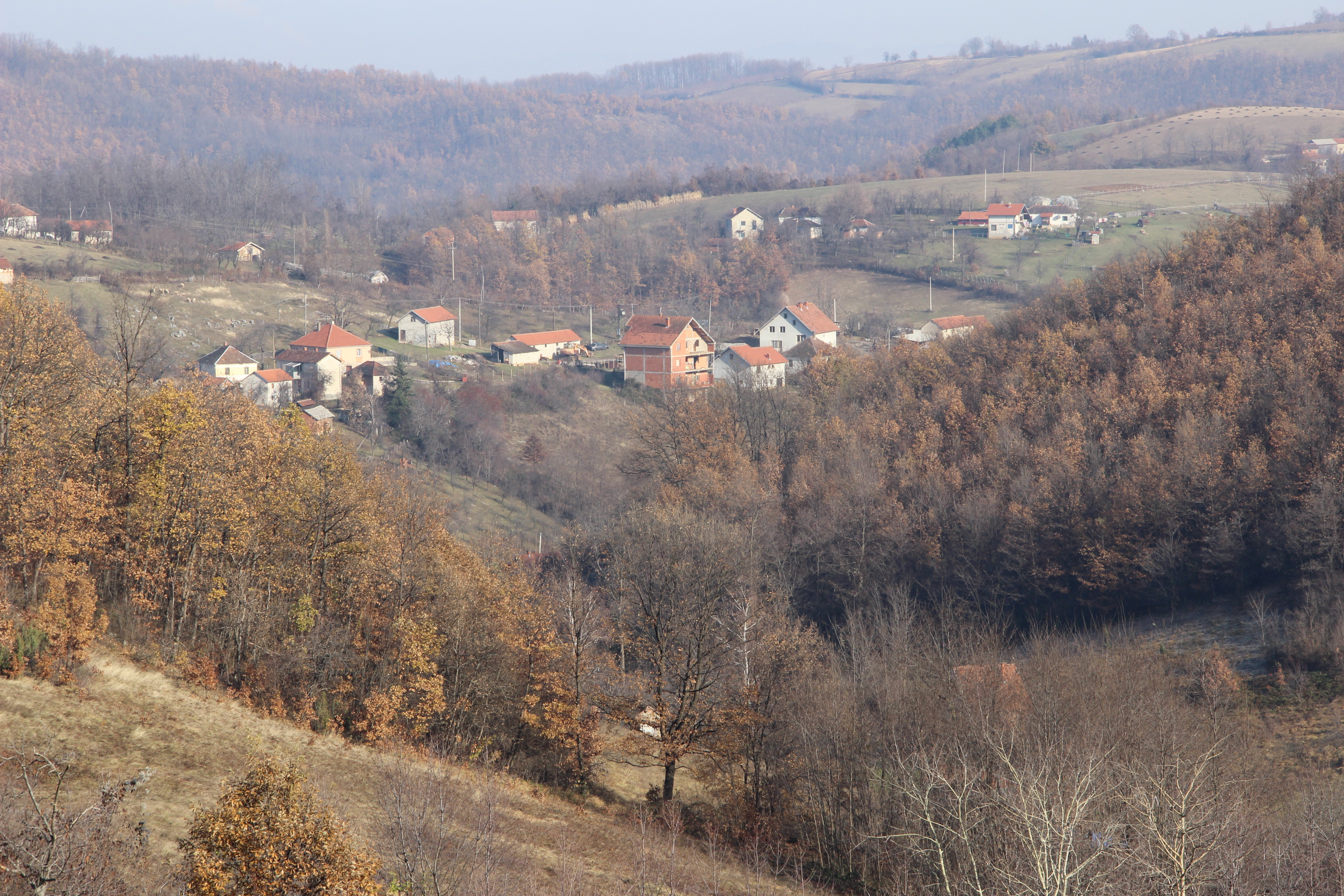
Paklje - panorama
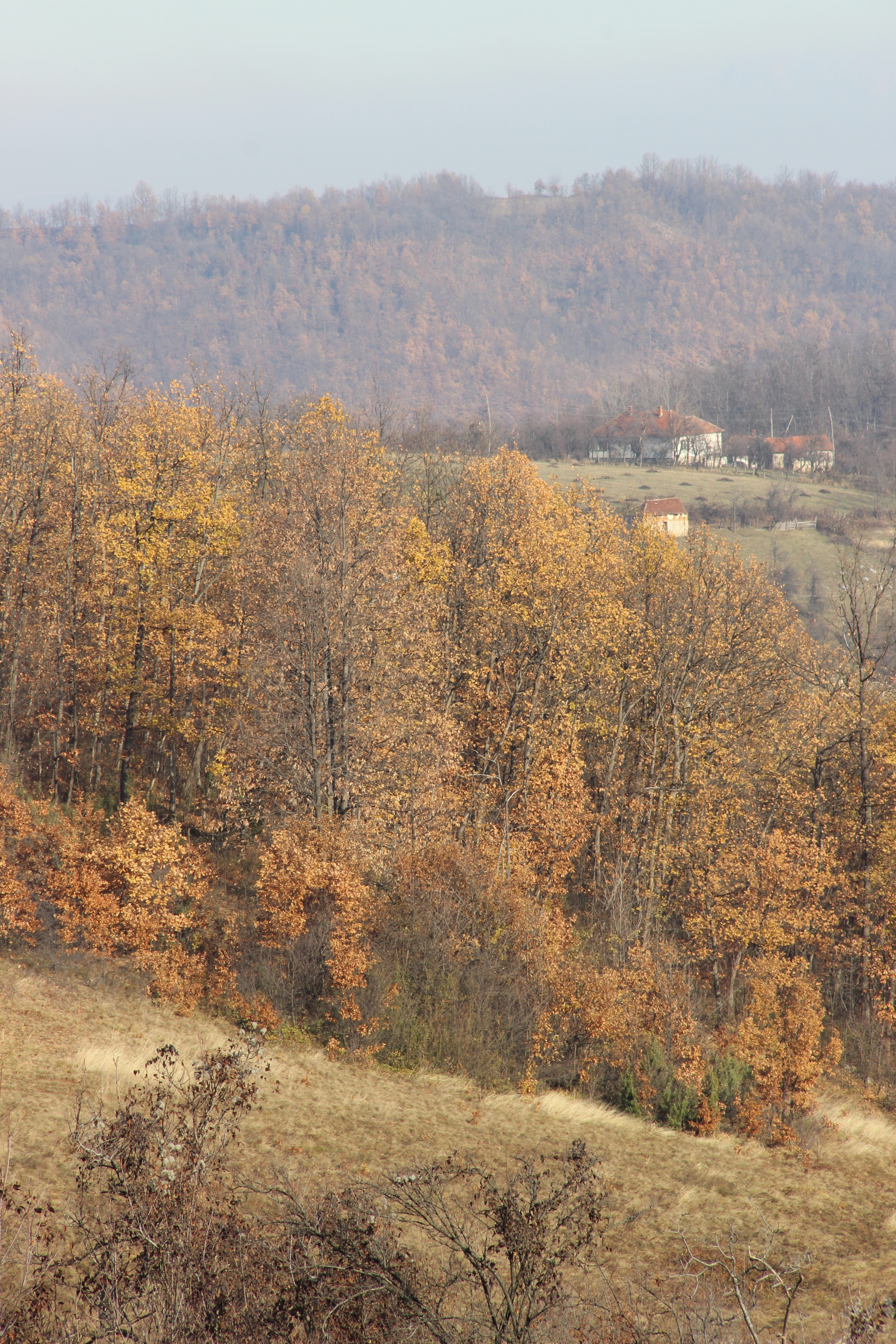
Paklje - panorama
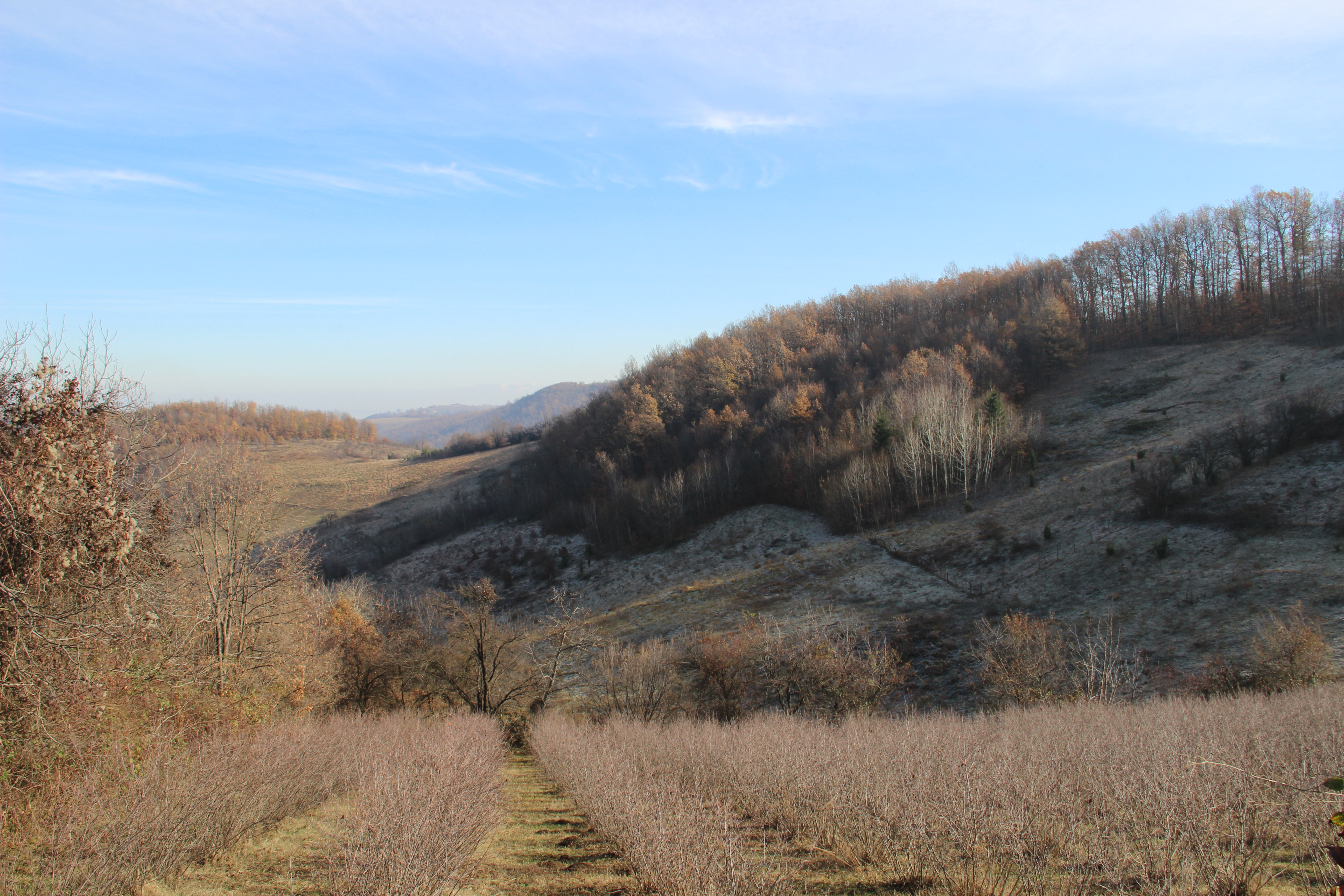
Paklje - panorama
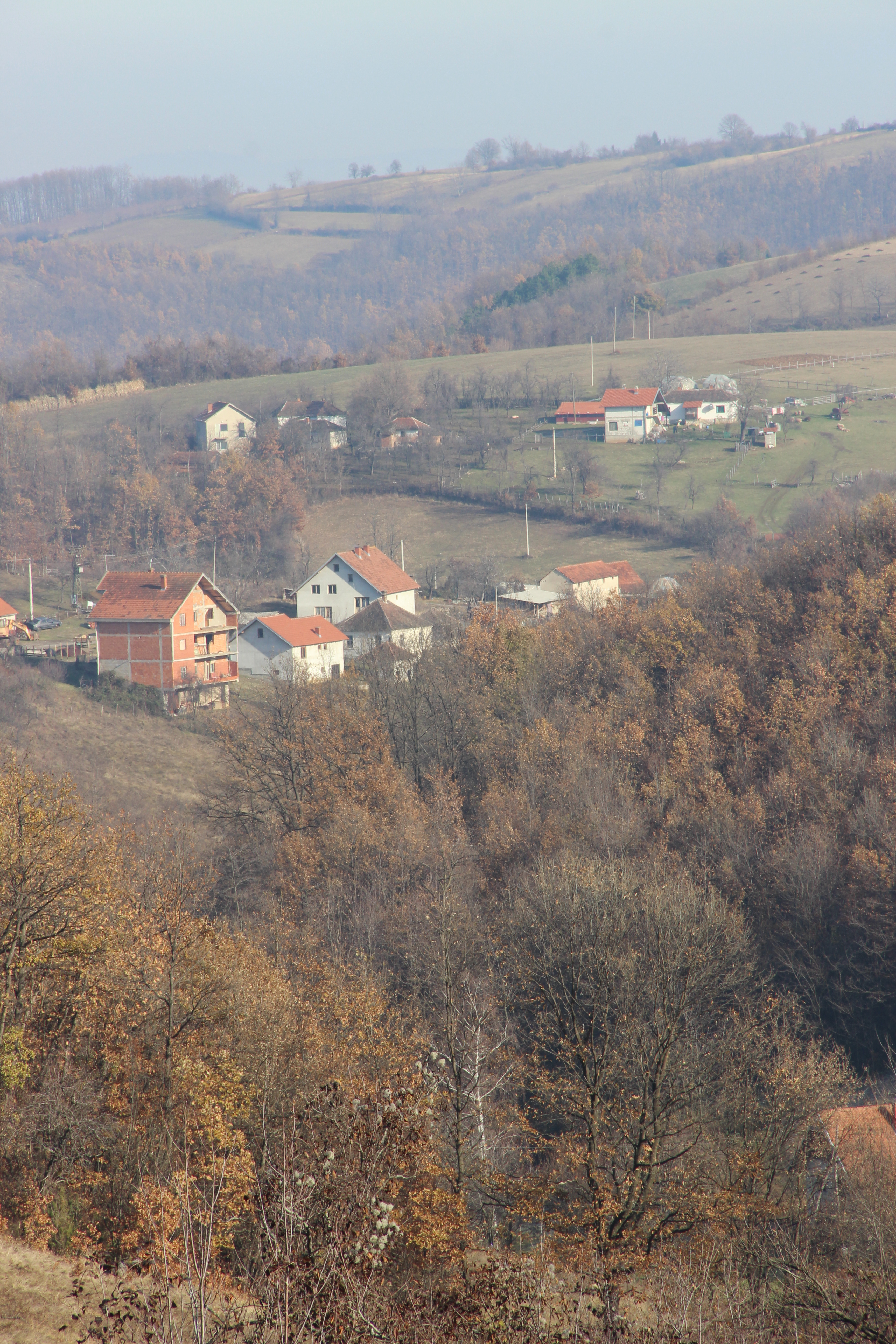
Paklje - panorama